# Le Démon des tropiques
Pour les articles homonymes, voir A Dangerous Woman.
Pour plus de détails, voir Fiche technique et Distribution.
Le Démon des tropiques (A Dangerous Woman) est un film américain de Rowland V. Lee et Gerald Grove, sorti en 1929.

## Synopsis
Le commissaire d'un avant-poste éloigné en Afrique a une maîtresse si sexy et séduisante qu'elle a fait se suicider plusieurs des hommes blancs locaux. Elle apprend que le frère du commissaire vient à l'avant-poste pour être son assistant, et elle élabore un plan pour le viser.

## Fiche technique
- Titre original : A Dangerous Woman
- Titre français : Le Démon des tropiques
- Réalisation : Rowland V. Lee et Gerald Grove
- Scénario : Edward E. Paramore Jr., John Farrow et Margery Lawrence
- Photographie : Harry Fischbeck
- Pays de production : États-Unis
- Format : Noir et blanc - Mono
- Genre : drame
- Durée : 80 minutes
- Date de sortie : 1929

## Distribution
- Olga Baclanova : Tania Gregory
- Clive Brook : Frank Gregory
- Neil Hamilton : Bobby Gregory
- Clyde Cook : Tubbs
- Leslie Fenton : Peter Allerton
- Snitz Edwards : Chef Macheria